# Oude watertoren (Almelo)
De oude watertoren is een watertoren in de Nederlandse stad Almelo die werd ontworpen door architect H.P.N. Halbertsma en gebouwd in 1893.
De watertoren had een hoogte van 42,00 meter en een waterreservoir van 300 m³. De watertoren werd in 1962 gesloopt, nadat hij overbodig was geworden. Deze watertoren stond aan de Wierdensestraat.
Almelo
(Oude ·
Spinnerij ·
Sluiskade ·
Reggestraat) ·
Borne ·
Daarle ·
Delden ·
Deventer ·
Enschede
(Hoog & Droog ·
Janninktoren ·
Menkotoren) · 
Goor ·
Hengelo
(Oude ·
Stork, 1902 ·
Stork, 1917) ·
Kuinre ·
De Lichtmis · 
Lutten ·
Nijverdal
(Oude ·
Nieuwe) ·
Oldenzaal ·
Olst ·
Ootmarsum ·
Raalte · 
Sint Jansklooster ·
Steenwijk ·
Steenwijkerwold ·
Vriezenveen · 
Zwolle